# Love in the Time of Cholera (EP)
Love in the Time of Cholera (tiếng Tây Ban Nha: Amor en los Tiempos del Cólera) là một EP của nữ ca sĩ người Colombia Shakira. Đĩa mở rộng này được phát hành vào ngày 15 tháng 1 năm 2008 bởi Epic Records và Columbia Records dưới dạng album nhạc phim của bộ phim cùng tên.

## Danh sách bài hát
| STT              | Nhan đề                | Sáng tác             | Thời lượng |
| ---------------- | ---------------------- | -------------------- | ---------- |
| 1.               | "Hay Amores"           | Shakira, Pedro Aznar | 3:18       |
| 2.               | "Despedida"            | Shakira, Aznar       | 4:12       |
| 3.               | "Pienso en Ti" (bonus) | Shakira, Ochoa       | 2:25       |
| Tổng thời lượng: | Tổng thời lượng:       | Tổng thời lượng:     | 9:55       |

## Xếp hạng
| Bảng xếp hạng (2007)                        | Vị trí cao nhất |
| ------------------------------------------- | --------------- |
| World Albums Soundtracks/OST Top 20 Singles | 5               |